# Liste von Bahnstromanlagen in der Schweiz

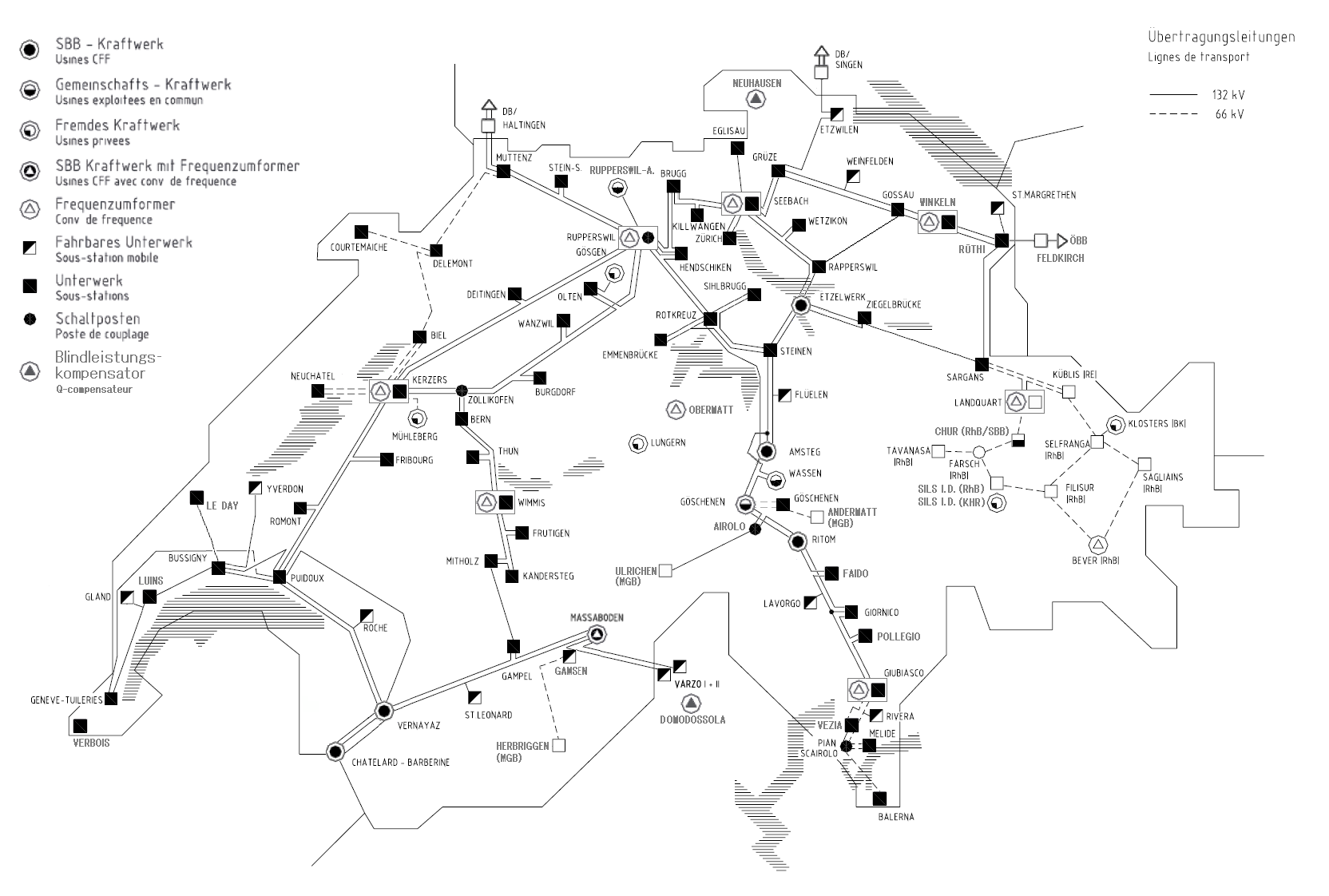
Karte des Schweizer Bahnstromnetzes, Stand 2018

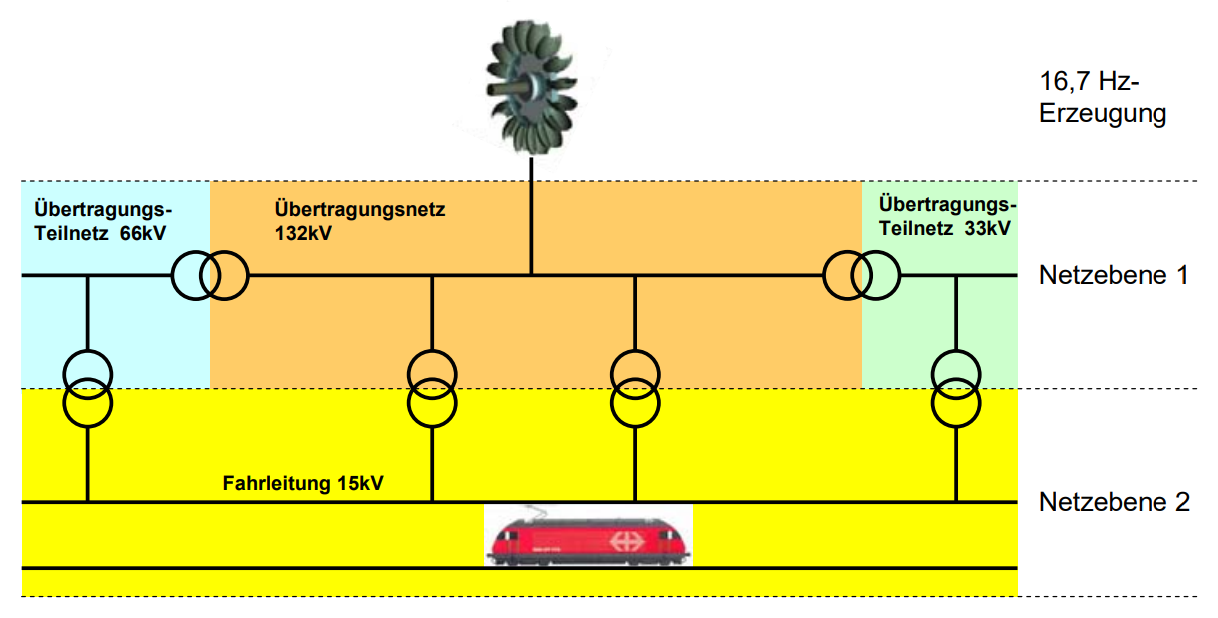
Zuordnung der Spannungs- und Netzebenen in der Bahnstromversorgung. 33-kV-Leitungen werden heute nicht mehr betrieben.

Diese Liste bietet eine Übersicht über die Kraftwerke und Schaltanlagen für das Bahnstromnetz in der Schweiz.
Nahezu alle Schweizer Normalspurbahnen sowie die meterspurige Zentralbahn (zb) verkehren mit einphasigem Wechselstrom von 15 kV Spannung und einer Frequenz von 16,7 Hz. Das Bundesamt für Verkehr (BAV) hat die Schweizerischen Bundesbahnen (SBB) mit der Systemführerschaft Bahnstrom beauftragt. SBB Energie ist der bedeutendste Bahnstromlieferant in der Schweiz und in einer Monopolsituation. Für das 1800 Kilometer lange Übertragungsnetz von den SBB-eigenen Wasserkraftwerken und den Bahnstromumformerwerken zu den Fahrleitungen werden Spannungen von vorwiegend 132 kV eingesetzt (Grafiken rechts). Etwa 20 Prozent ihres Energiebedarfs decken die SBB durch Umformung von 50-Hz-Strom aus dem öffentlichen Stromnetz.
Die Rhätische Bahn betreibt ihr Stammnetz ebenfalls mit einer Frequenz von 16,7 Hz, aber mit einer Spannung von 11 kV. Das gleiche Stromsystem nutzt auch die benachbarte Matterhorn-Gotthard-Bahn (MGB).

## Kraftwerke
Die SBB beziehen den für die Zugförderung benötigten Bahnstrom mit 16,7 Hertz Frequenz:
- aus eigenen Kraftwerken
- aus Gemeinschaftskraftwerken, was den Energie- bzw. Wasseraustausch mit den Partnerwerken ermöglicht
- aus fremden Kraftwerken[3]

| Anlage               | Jahr der In- betriebnahme | Eigentümer                     | Maximale Leistung         | Art der Anlage        | Lage            | Quelle |
| -------------------- | ------------------------- | ------------------------------ | ------------------------- | --------------------- | --------------- | ------ |
| Amsteg               | 1922 / 1998               | SBB, Uri, KB Uri               | 55 MW / 120 MW            | Wasserkraftwerk       | 694090 / 180304 | [ 4 ]  |
| Châtelard-Barberine  | 1923 / 1977               | SBB                            | 44 MVA / 98 MW            | Wasserkraftwerk       | 562817 / 101208 | [ 5 ]  |
| Etzelwerk            | 1937 / 1973 / 1987        | bis 2017: Axpo/SBB seither SBB | 54 MVA / 104 MVA / 121 MW | Wasserkraftwerk       | 704004 / 227954 | [ 6 ]  |
| Göschenen            | 1962                      | CKW, SBB, Uri                  | 98 MW                     | Wasserkraftwerk       | 687743 / 169090 |        |
| Gösgen               | 1917 (2000)               | Alpiq                          | 51,3 MW (inkl. 50 Hz)     | Wasserkraftwerk       | 640848 / 246591 |        |
| Klosters             | 1923 (1980)               | Repower                        | 8,5 MW                    | Wasserkraftwerk       | 787338 / 192919 | [ 7 ]  |
| Lungerersee          | 1994                      | EWO                            | 6,5 MW                    | Wasserkraftwerk       | 656095 / 185953 |        |
| Massaboden           | 1916                      | SBB                            | 7,2 MW                    | Wasserkraftwerk       | 644150 / 131393 | [ 8 ]  |
| Mühleberg            | 1921                      | BKW                            | 9 MW                      | Wasserkraftwerk       | 588266 / 202022 |        |
| Nant de Drance       | 1922                      | Alpiq, SBB, IWB, FMV           | 900 MW (inkl. 50 Hz)      | Pumpspeicherkraftwerk | 559221 / 101604 | [ 9 ]  |
| Ritom                | 1920                      | SBB, AET                       | 44 MW                     | Wasserkraftwerk       | 694948 / 152518 | [ 10 ] |
| Rupperswil-Auenstein | 1945                      | SBB, Axpo                      | 40 MW (inkl. 50 Hz)       | Wasserkraftwerk       | 651019 / 251436 | [ 11 ] |
| Sils im Domleschg    | um 1962                   | KHR                            | 9,6 MW                    | Wasserkraftwerk       | 754953 / 174479 | [ 7 ]  |
| Vernayaz             | 1927 / 1990               | SBB                            | 76 MVA / 92 MW            | Wasserkraftwerk       | 568864 / 109172 | [ 12 ] |
| Wassen               | 1948 / 1993               | SBB, CKW (bis 2014), Uri       | 27 MW                     | Wasserkraftwerk       | 689571 / 174484 | [ 13 ] |

## Zentrale Bahnstromumformerwerke
In diesen Anlagen wird Drehstrom aus dem öffentlichen Netz in Bahnstrom umgewandelt und in das Bahnstromnetz eingespeist. Bei manchen Anlagen erfolgt auch eine direkte Einspeisung in die Fahrleitung. Die Umformung kann mittels Maschinen oder auf elektronischem Weg durchgeführt werden.
| Anlage                         | Jahr der Inbetriebnahme | Maximale Übertragungsleistung | Angewandte Technik   | Lage            | Quelle |
| ------------------------------ | ----------------------- | ----------------------------- | -------------------- | --------------- | ------ |
| Bever (RhB)                    |                         | 18 MW / 20 MVA                | Rotierender Umformer | 787834 / 158097 | [ 7 ]  |
| Biasca                         | 2027                    |                               | Statischer Umrichter | 718633 / 132528 | [ 14 ] |
| Foretaille                     | 2020                    | 2 × 40 MW                     | Statischer Umrichter | 499338 / 122809 | [ 15 ] |
| Giubiasco                      | 1964                    | 25 MW                         | Rotierender Umformer | 720761 / 114990 | [ 16 ] |
| Giubiasco                      | 1994                    | 2 × 20 MW                     | Statischer Umrichter | 720761 / 114990 | [ 16 ] |
| Kerzers                        | 1974/75                 | 2 × 35 MW                     | Rotierender Umformer | 581102 / 202596 | [ 17 ] |
| Landquart (RhB)                |                         | 18 MW / 20 MVA                | Rotierender Umformer | 760767 / 204762 | [ 7 ]  |
| Massaboden                     | 1968                    |                               | Rotierender Umformer | 644125 / 131333 | [ 8 ]  |
| Mendrisio                      | 2021                    |                               | Statischer Umrichter | 719087 / 080436 | [ 18 ] |
| Obermatt (zb)                  | 2010                    | 4,52 MW                       | Statischer Umrichter | 671146 / 189976 | [ 19 ] |
| Rupperswil                     | 1965/66                 | 53,2 MW                       | Rotierender Umformer | 650319 / 250771 | [ 11 ] |
| Seebach                        | 1977                    | 2 × 62 MW                     | Rotierender Umformer | 684216 / 252978 | [ 20 ] |
| Wimmis 2007 von BLS übernommen | 1968                    | 25 MW                         | Rotierender Umformer | 616660 / 169980 | [ 21 ] |
| Wimmis 2007 von BLS übernommen | 2005/06                 | 4 × 20 MW                     | Statischer Umrichter | 616660 / 169980 | [ 21 ] |
| Winkeln                        | 2015                    | 2 × 60 MW                     | Statischer Umrichter | 740695 / 251331 | [ 22 ] |

## Dezentrale Bahnstromumformerwerke
In diesen Anlagen wird Drehstrom aus dem öffentlichen Netz in Bahnstrom umgewandelt und in die Fahrleitung eingespeist. Dezentrale Bahnstromumformerwerke sind nicht mit dem Bahnstromnetz verbunden.
| Anlage                               | Jahr der Inbe- triebnahme | Maximale Übertragungsleistung | Angewandte Technik            | Versorgungsgebiet                       | Stilllegung |
| ------------------------------------ | ------------------------- | ----------------------------- | ----------------------------- | --------------------------------------- | ----------- |
| Bahnstromumrichter Badischer Bahnhof | 1935                      | 5,4 MVA                       | Quecksilberdampfgleichrichter | Wehra- und Wiesentalbahn in Deutschland | 1956        |

## Unterwerke
In diesen Anlagen wird Strom aus dem 132/66-kV-Netz der SBB Energie auf 15 kV herabtransformiert.
Es findet keine Umformung von Drehstrom in Bahnstrom oder Stromerzeugung statt.

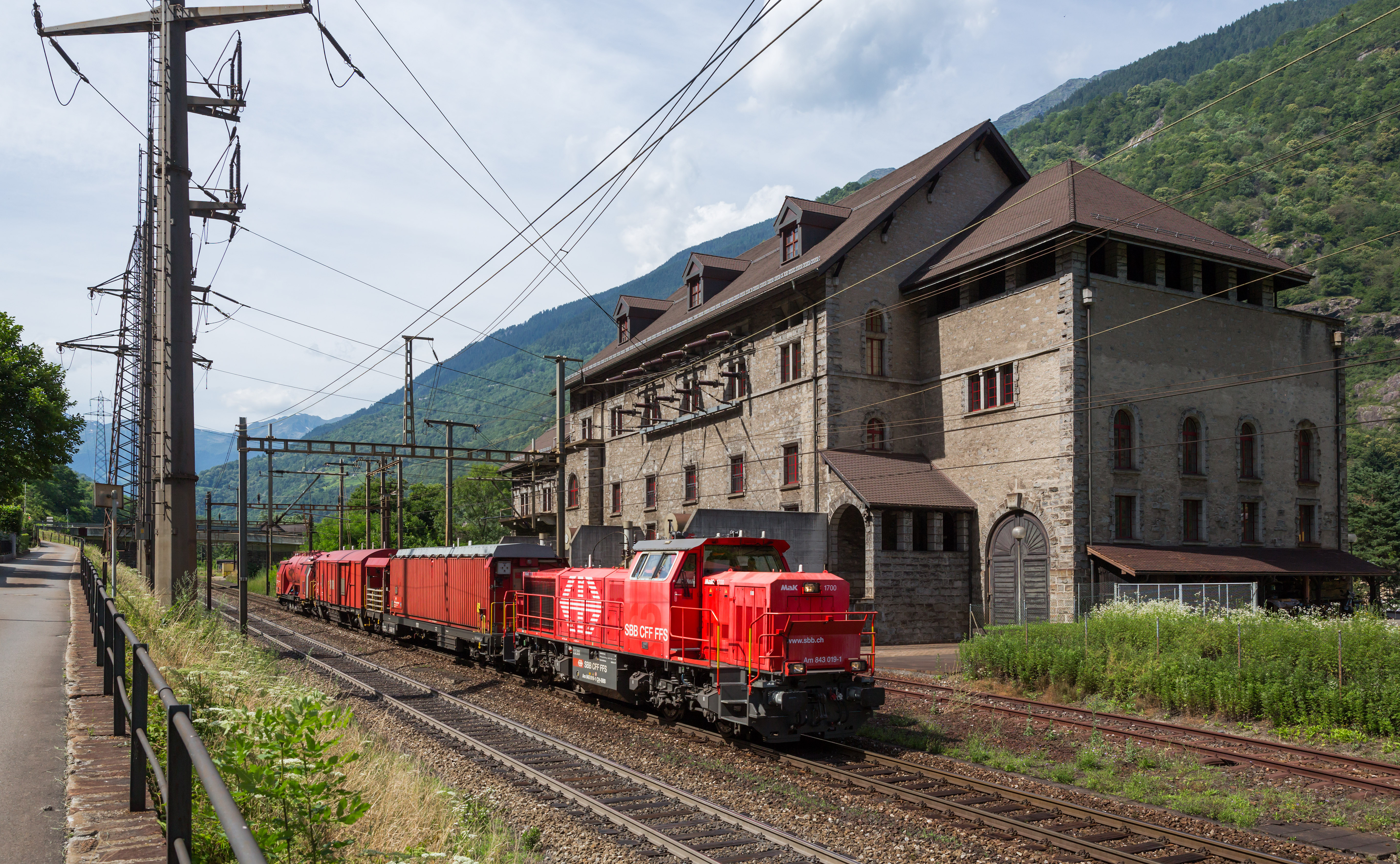
Unterwerk Gironico mit einem vorbeifahrenden Lösch- und Rettungszug

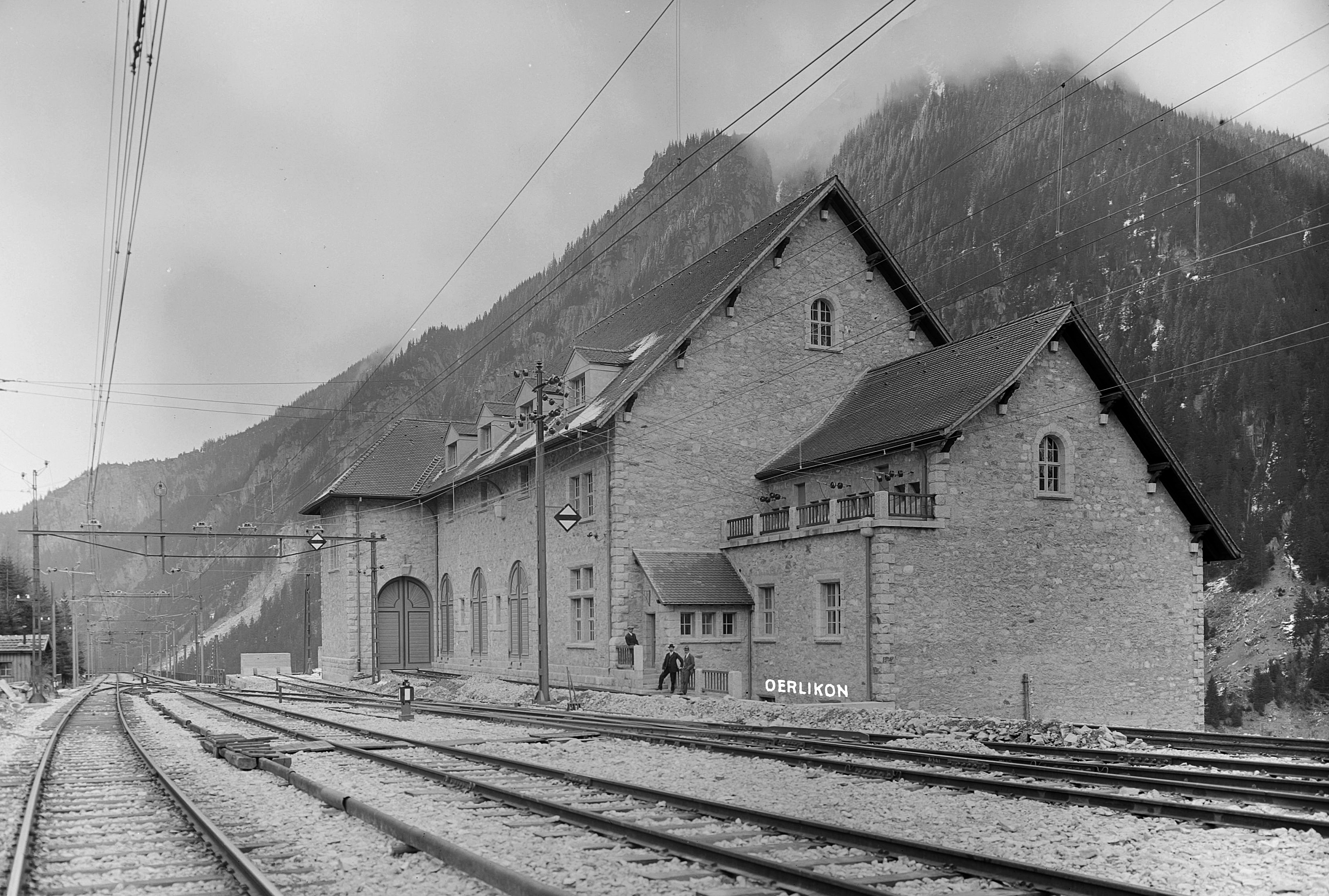
Unterwerk Göschenen, ca. 1921

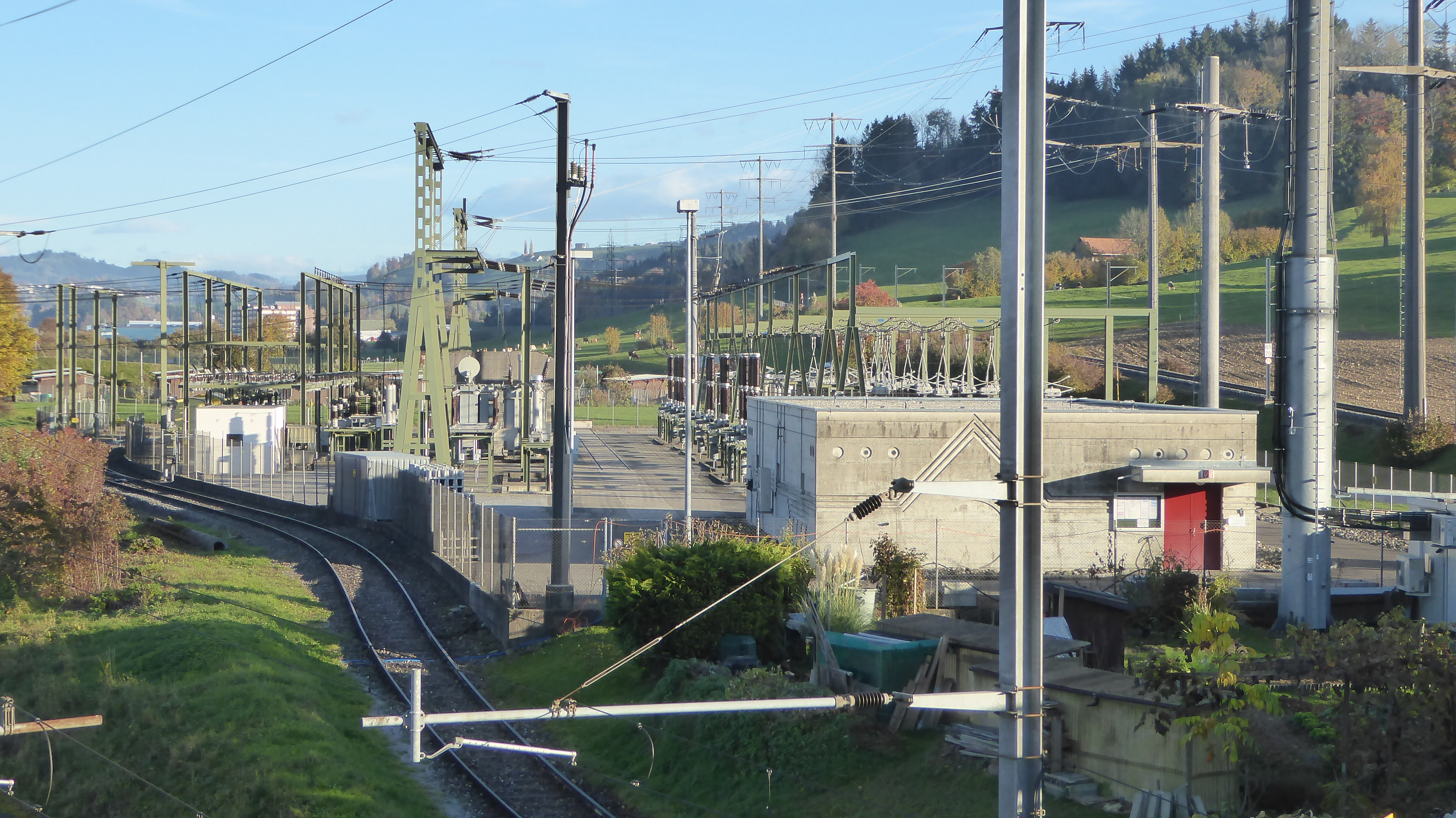
Unterwerk Gossau SG

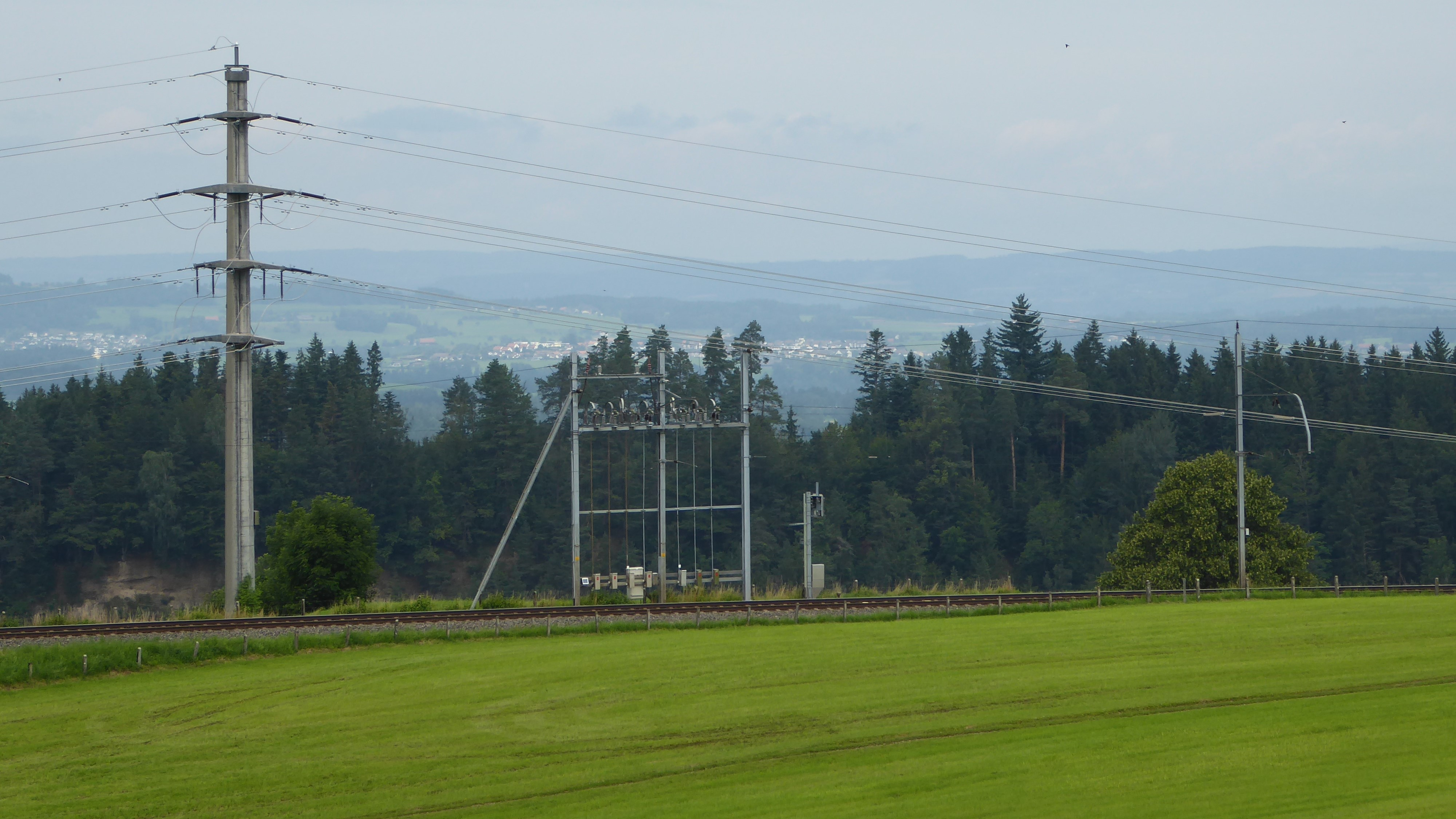
Vom Unterwerk Gossau SG führt eine 15-kV-Leitung nach Schachen, die dort die Strecke St. Gallen–Lichtensteig der Südostbahn speist.

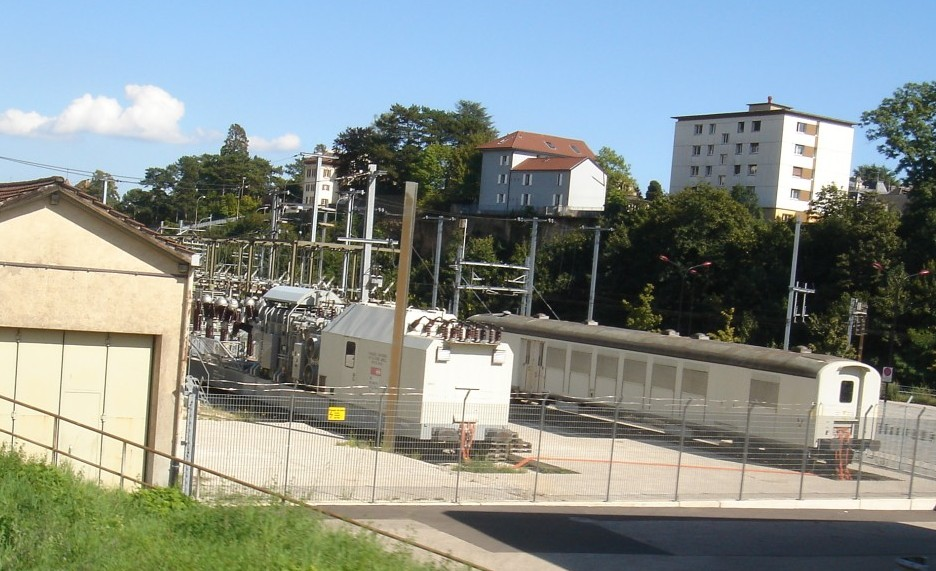
Fahrbares Unterwerk und Kommandowagen in Neuchâtel-Serrières, 2007

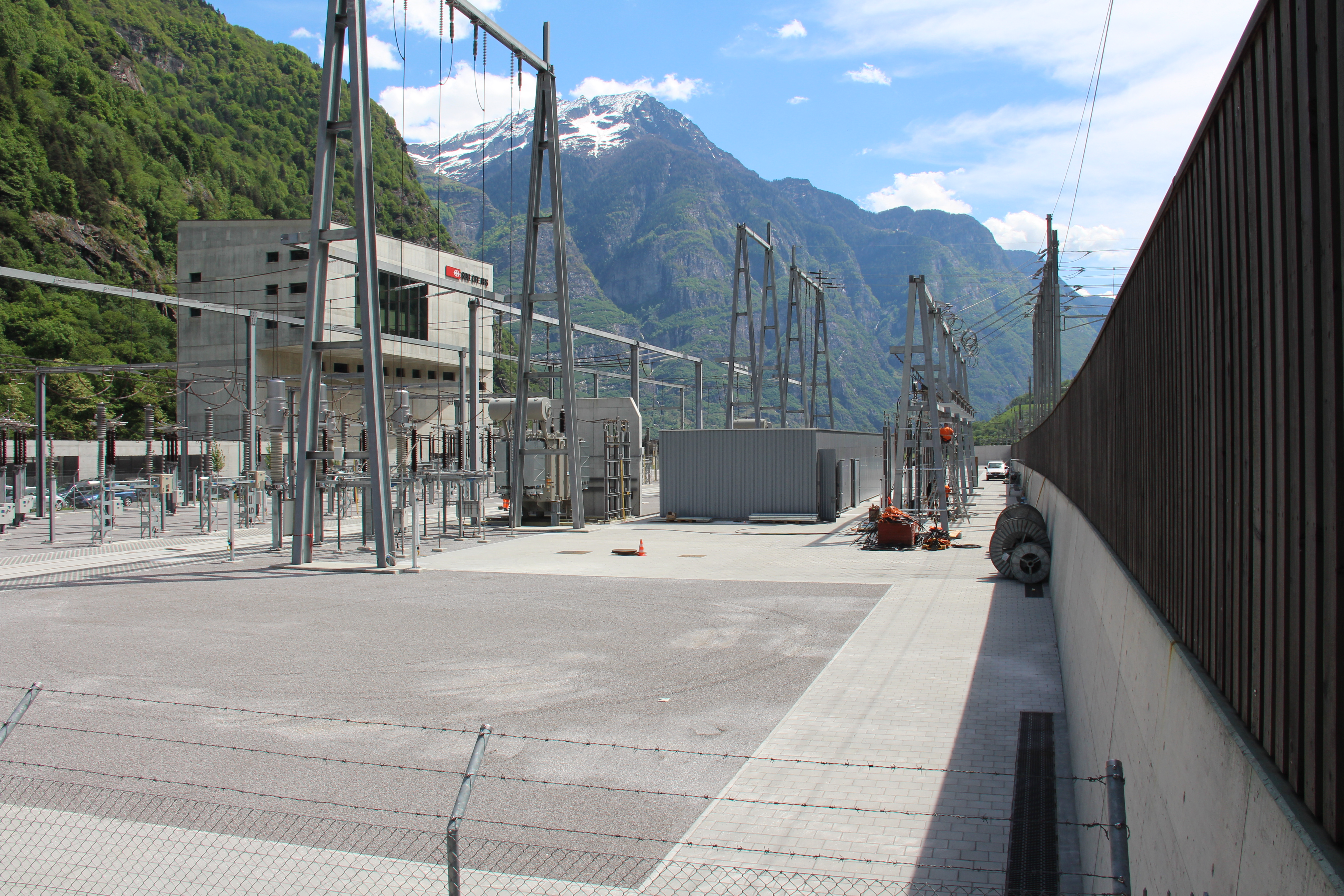
Das Unterwerk Pollegio dient der Versorgung des Gotthard-Basistunnels

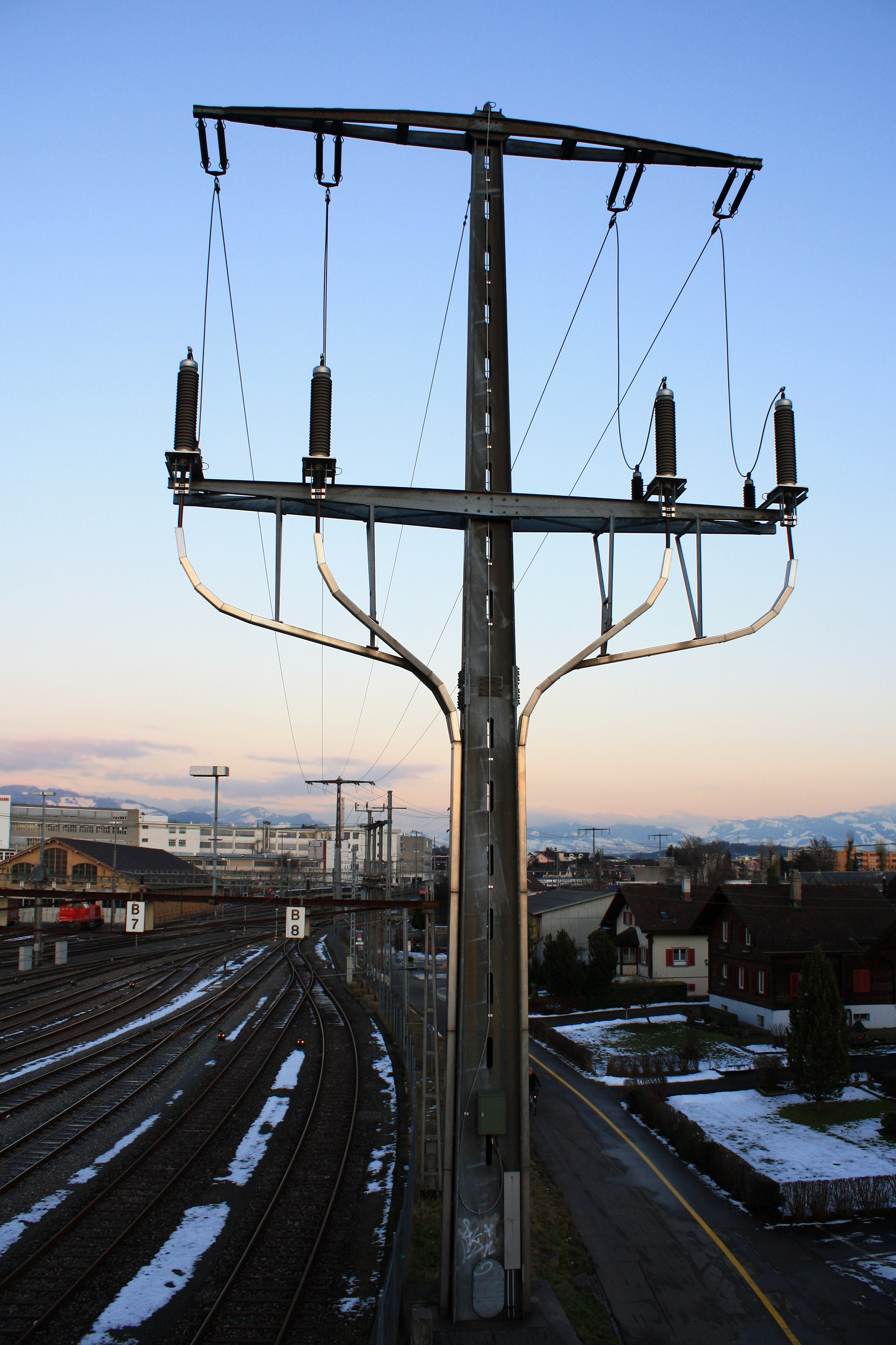
Bahnstromleitung beim Unterwerk Rapperswil

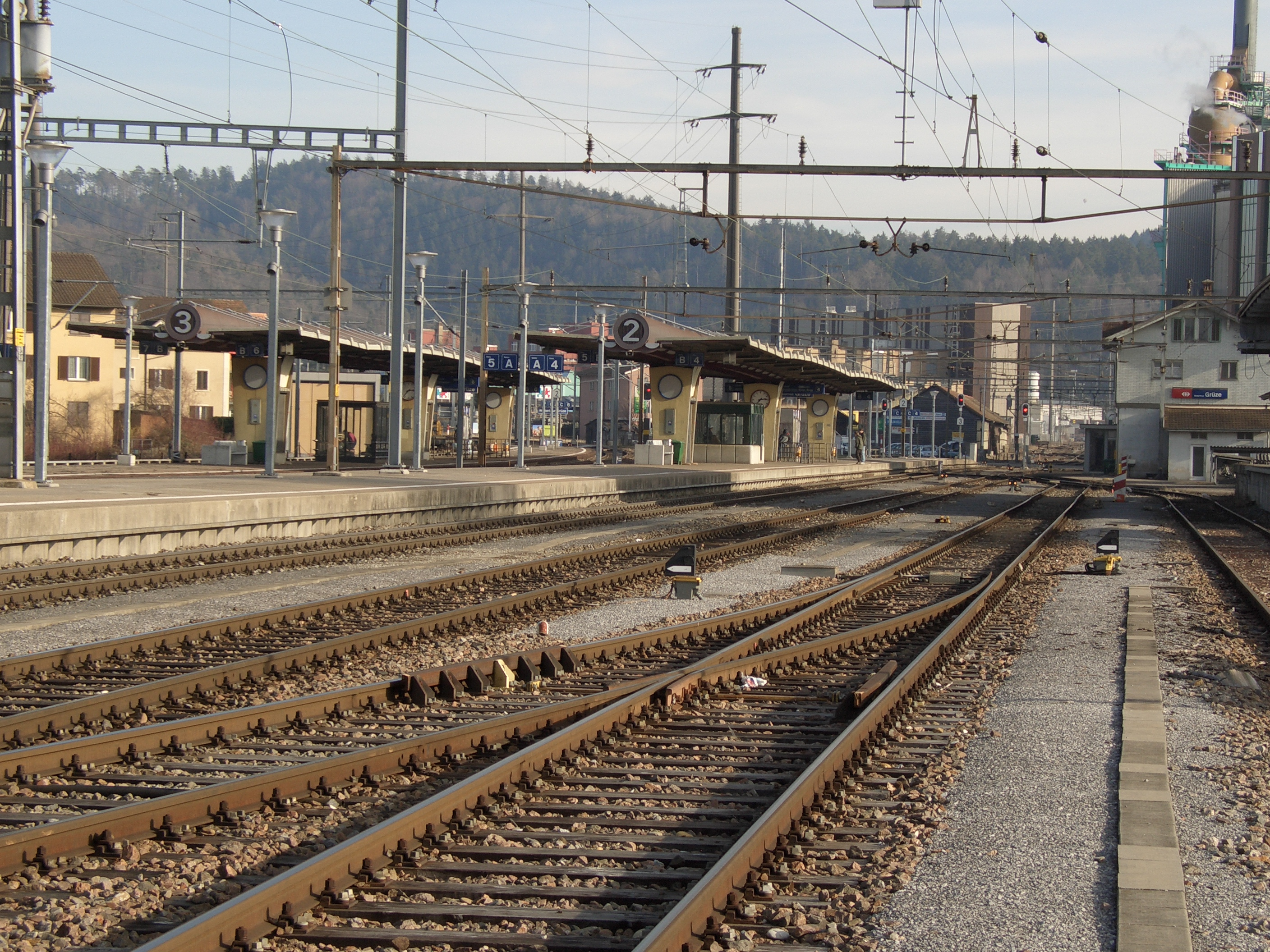
Bahnstromleitung im Bahnhof Winterthur-Grüze

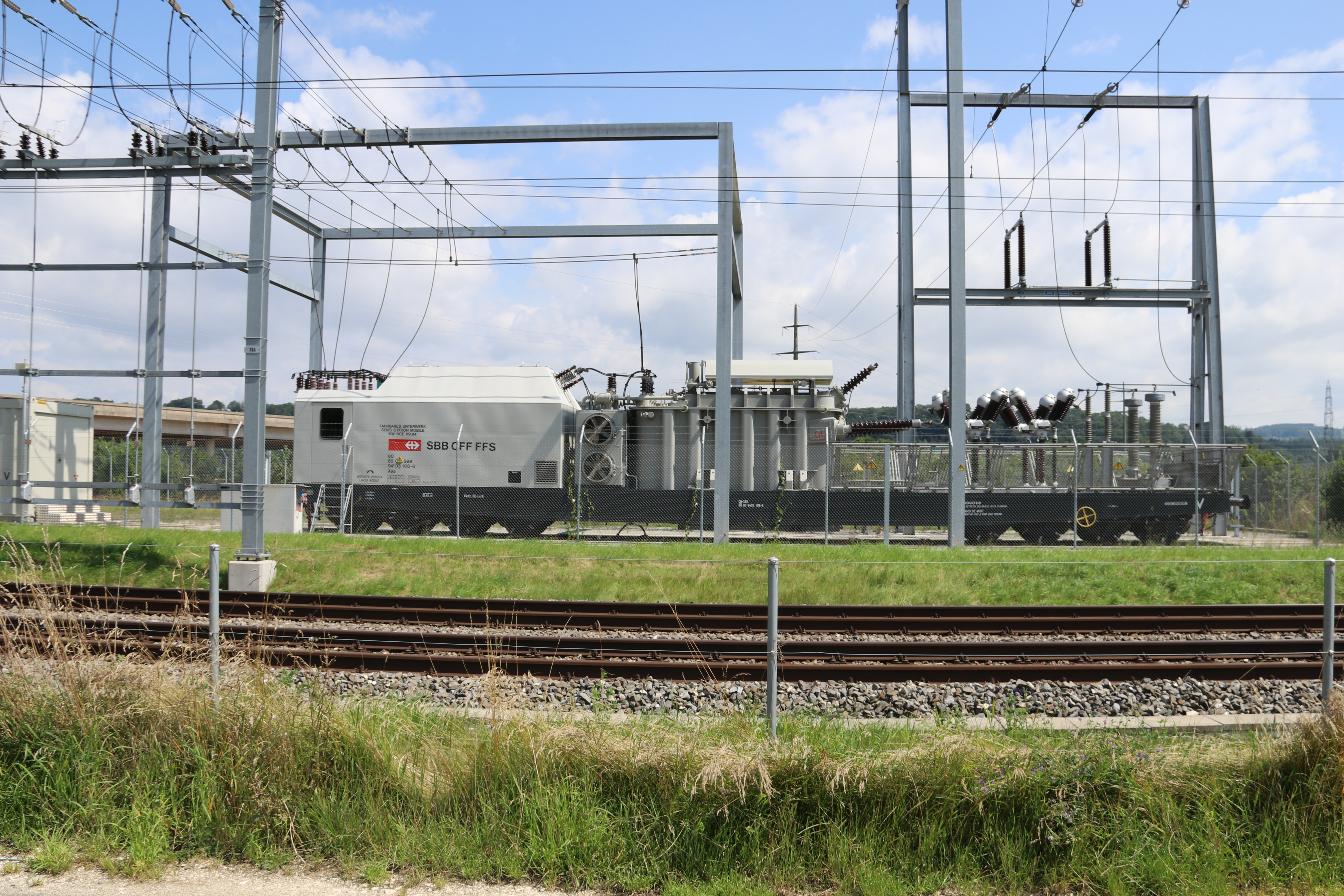
Fahrbares Unterwerk in Yverdon

| Anlage                             | Lage            |
| ---------------------------------- | --------------- |
| Altdorf                            | 690903 / 192294 |
| Andermatt (MGB)                    | 688413 / 165759 |
| Balerna (stillgelegt)              | 721531 / 078560 |
| Bern                               | 602111 / 201812 |
| Biel                               | 586236 / 219907 |
| Burgdorf                           | 613124 / 212370 |
| Brugg                              | 657730 / 258467 |
| Bussigny                           | 532607 / 155112 |
| Chur                               | 759609 / 193486 |
| Croy (stillgelegt)                 | 526365 / 172540 |
| Courtemaîche                       | 571113 / 256188 |
| Le Day                             | 520634 / 174590 |
| Deitingen                          | 613170 / 229800 |
| Delémont                           | 593935 / 245866 |
| Eglisau                            | 680906 / 269673 |
| Emmenbrücke                        | 664353 / 213320 |
| Etzwilen                           | 703658 / 279914 |
| Faido                              | 702770 / 149401 |
| Filisur (RhB)                      | 772509 / 171447 |
| Flüelen                            | 690383 / 194479 |
| Fribourg                           | 578289 / 184788 |
| Frutigen                           | 616116 / 158769 |
| Gampel                             | 624500 / 128535 |
| Gamsen                             | 640449 / 129139 |
| Genève-Tuileries                   | 500367 / 122854 |
| Genève-Rigot (stillgelegt)         | 500102 / 119770 |
| Giornico                           | 710308 / 139900 |
| Gland                              | 509638 / 141022 |
| Göschenen                          | 688164 / 169320 |
| Gossau SG                          | 737776 / 252786 |
| Hendschiken                        | 657820 / 249233 |
| Herbriggen (MGB)                   | 627331 / 108904 |
| Kandersteg                         | 618101 / 150190 |
| Killwangen                         | 668289 / 254410 |
| Küblis (RhB)                       | 776744 / 198664 |
| Lavorgo                            | 707506 / 144300 |
| Luins                              | 511663 / 143679 |
| Melide                             | 717026 / 091660 |
| Mitholz (Untertag-Unterwerk)       | 617561 / 152381 |
| Muttenz                            | 615456 / 264908 |
| Neuchâtel                          | 560210 / 204491 |
| Olten                              | 636533 / 245697 |
| Pian Scairolo                      | 715352 / 093140 |
| Pollegio                           | 714937 / 136316 |
| Puidoux                            | 548001 / 148875 |
| Rapperswil                         | 705522 / 231358 |
| Rivera                             | 714818 / 109315 |
| Roche                              | 560429 / 134915 |
| Romont                             | 559281 / 170497 |
| Rotkreuz                           | 676016 / 222043 |
| Rüthi                              | 760267 / 241269 |
| Sagliains (RhB)                    | 802827 / 182437 |
| St-Léonhard                        | 598755 / 122310 |
| St. Margrethen                     | 765951 / 258166 |
| Sargans                            | 753014 / 211910 |
| Selfranga (RhB)                    | 786469 / 192286 |
| Sihlbrugg                          | 686182 / 233053 |
| Sils im Domleschg (RhB)            | 755254 / 174343 |
| Stein-Säckingen                    | 639735 / 265763 |
| Steinen                            | 688606 / 211438 |
| Tavanasa (RhB)                     | 722730 / 179179 |
| Thun                               | 612176 / 180128 |
| Ulrichen (MGB)                     | 667589 / 151228 |
| Varzo (Italien, Betrieb durch SBB) | 661998 / 117594 |
| Verbois (25 kV 50 Hz)              | 490966 / 116424 |
| Vezia                              | 715787 / 098267 |
| Wanzwil                            | 619385 / 227365 |
| Weinfelden                         | 724875 / 270027 |
| Wetzikon ZH                        | 702855 / 240763 |
| Winterthur-Grüze                   | 698888 / 261854 |
| Yverdon                            | 539569 / 179897 |
| Ziegelbrücke                       | 723402 / 221509 |
| Zürich                             | 681806 / 248373 |

## Schaltwerke
Lastverteiler ohne Stromumformung, Eigenerzeugung oder Speisung in die Oberleitung
| Anlage       | Lage            |
| ------------ | --------------- |
| Airolo       | 688870 / 153516 |
| Farsch (RhB) | 749628 / 187698 |
| Zollikofen   | 601984 / 206828 |

## Blindleistungskompensationsanlagen

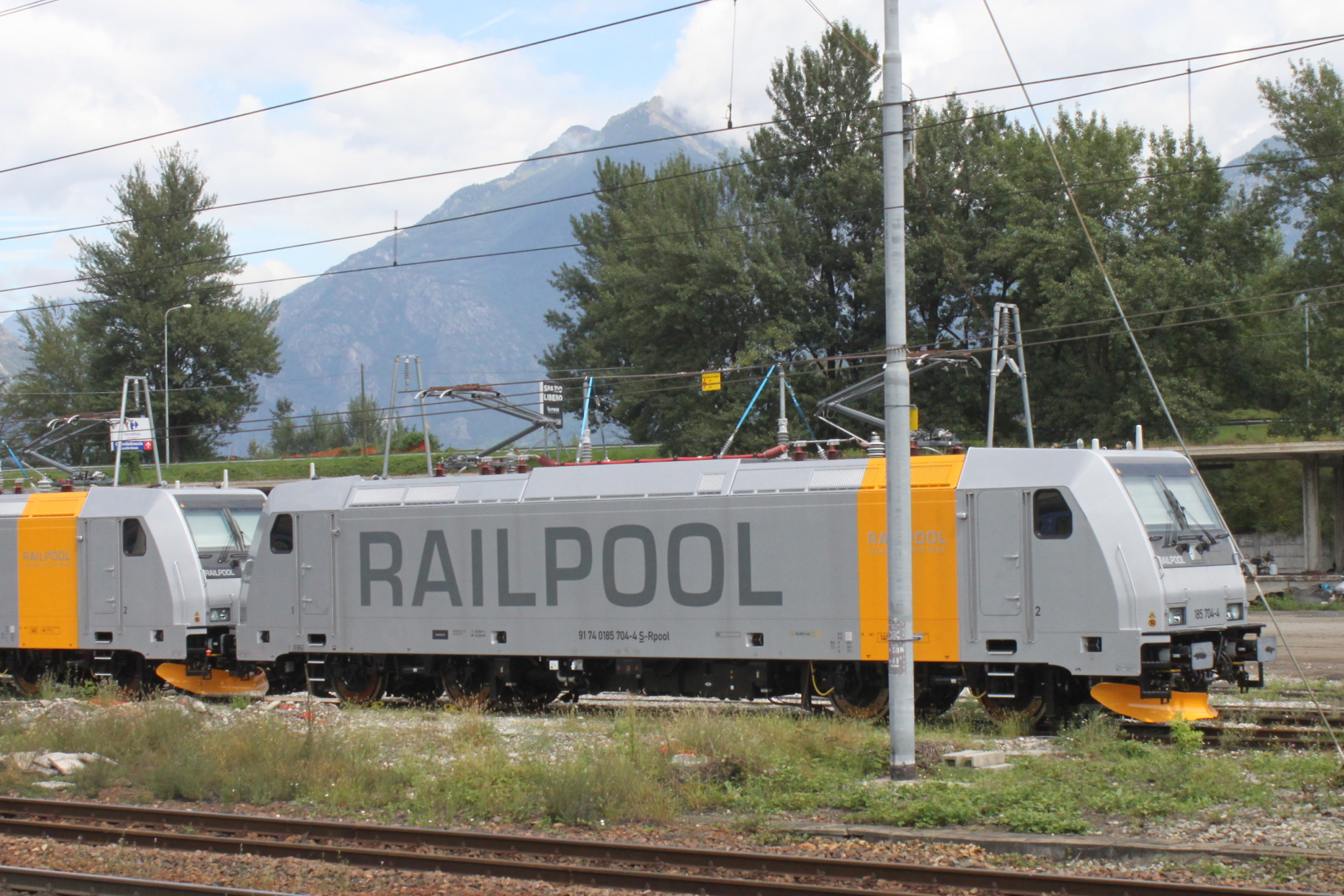
Nach dem Brand im Simplontunnel 2011 mieteten die SBB zwei TRAXX-Lokomotiven und stationierten sie in Domodossola zur Blindleistungskompensation.

Blindleistungskompensationsanlagen verbessern die Spannungshaltung und erhöhen die übertragbare Wirkleistung. Die Anlagen sind in 40-Fuss-Container eingebaut.
| Anlage                                   | Maximale Leistung | Lage            | Quelle |
| ---------------------------------------- | ----------------- | --------------- | ------ |
| Domodossola (Italien, Betrieb durch SBB) | 2 × 15 MVAr       | 666348 / 108036 | [ 24 ] |
| Neuhausen                                | 15 MVAr           | 689080 / 282054 | [ 24 ] |

## Autotransformatorsystem

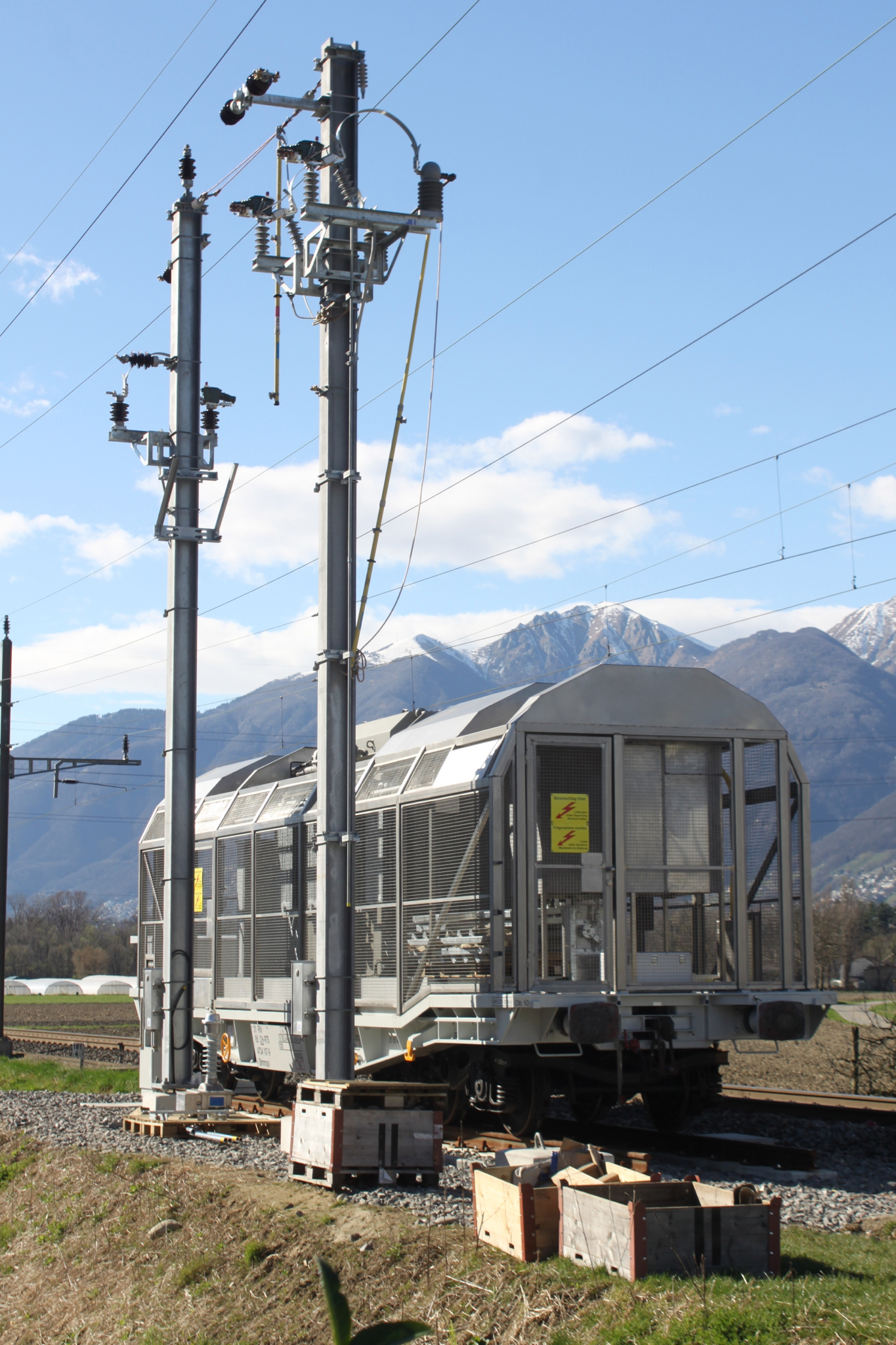
Autotransformator bei Cadenazzo

Beim Autotransformatorsystem werden im Unterwerk mit entsprechenden Transformatoren zwei um 180° phasenverschobene Wechselspannungen zur Verfügung gestellt. Einer der beiden Leiter ist die Fahrleitung, der andere wird entlang der Strecke isoliert mitgeführt. In entsprechenden Abständen befinden sich Autotransformatoren, die zwischen die beiden Leiter geschaltet sind. Das Autotransformatorsystem sorgt für einen geringeren Spannungsabfall als konventionell einphasig betriebenen Strecken.
| Strecke                     | Länge    | Bemerkung                                                                 |
| --------------------------- | -------- | ------------------------------------------------------------------------- |
| Bahnstrecke Giubiasco–Luino | 36.68 km | Grenze–Luino in Italien, aber mit Schweizer Bahnstromsystem 15 kV 16,7 Hz |

## Grenzübertrittspunkte von Bahnstromleitungen
Das Bahnstromnetz der Schweiz ist durch drei Netzkupplungen mit ausländischen Bahnstromnetzen verbunden. Es gibt zwei Netzkupplungen mit der Deutschen Bahn (DB) und eine Netzkupplung mit den Österreichischen Bundesbahnen (ÖBB).

### Deutschland – Schweiz
| Leitung             | Koordinaten     |
| ------------------- | --------------- |
| Haltingen – Muttenz | 612433 / 270090 |
| Etzwilen – Singen   | 704494 / 285706 |

### Österreich – Schweiz
Mit einer 132-Kilovolt-Kabelverbindung Rüthi–Feldkirch wurden 2012 die beiden Bahnstromnetze der SBB und der Österreichischen Bundesbahnen (ÖBB) miteinander verbunden. Die Unterquerung der Gleise der SBB, der Strassen und des Rheins wurde mit einer Horizontalspülbohrung realisiert.
| Leitung                          | Koordinaten     |
| -------------------------------- | --------------- |
| Rüthi – Feldkirch (unterirdisch) | 760598 / 241214 |

## Gegenseitige Kreuzungen von Bahnstromleitungen
| Leitungen                                              | Lage            |
| ------------------------------------------------------ | --------------- |
| Bussigny–Croy (stillgelegt) / Romanel–Genève-Tuileries | 530266 / 157207 |
| Puidoux–Kerzers / Bussigny–Chamoson                    | 551242 / 154036 |
| Puidoux–Vernayaz / Bussigny–Chamoson                   | 560325 / 135379 |
| Puidoux–Vernayaz / Bussigny–Chamoson                   | 568484 / 113684 |
| Puidoux–Vernayaz / Stichleitung Vernayaz               | 569026 / 110655 |
| Vernayaz–Brig / Bussigny–Chamoson                      | 573711 / 107051 |

## Geschichte

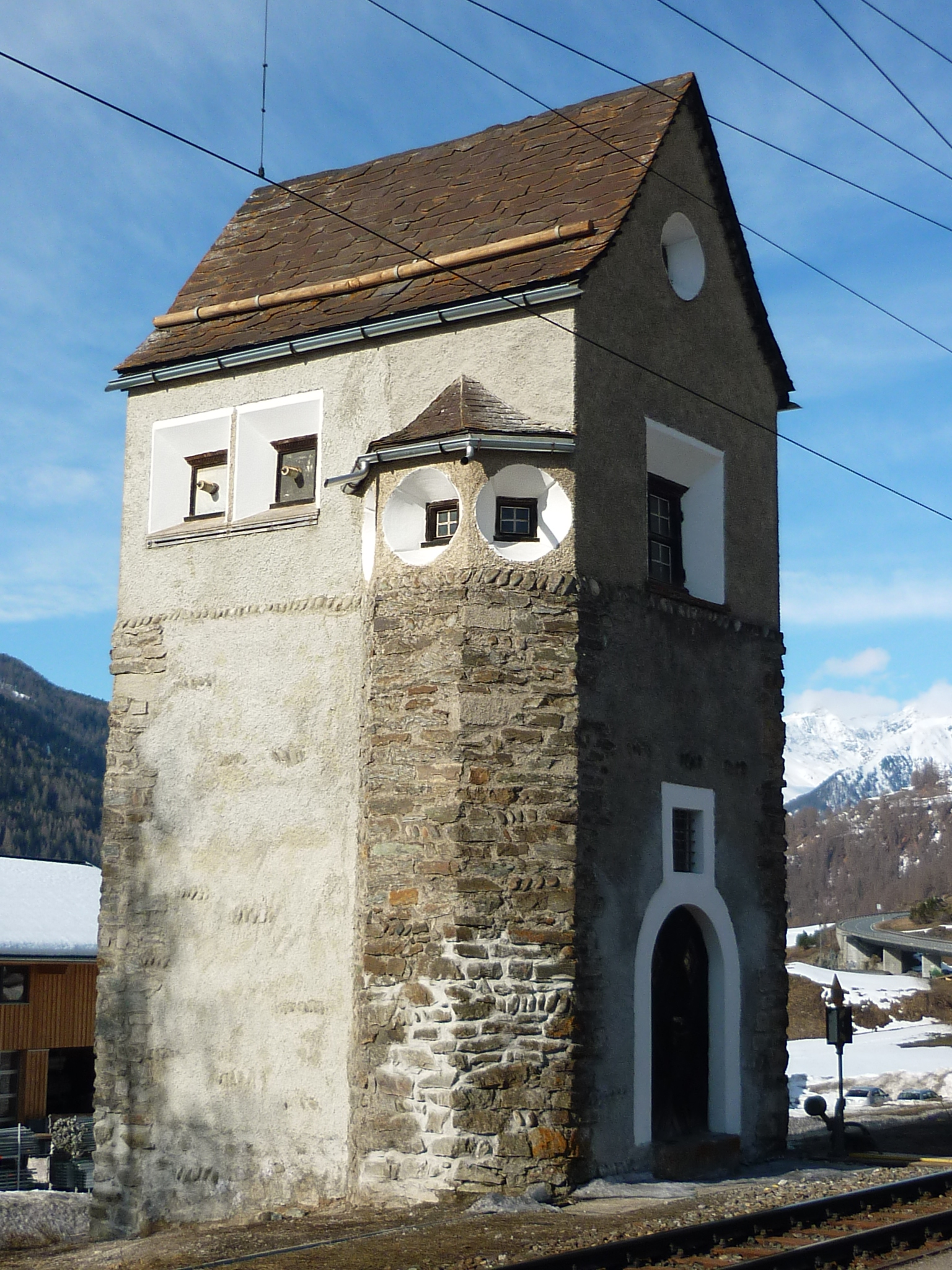
Das Schalthaus in Ardez diente zur Abtrennung eines Fahrleitungsabschnitts. Die Engadinerlinie wird seit der Eröffnung 1913 elektrisch betrieben. Für die Stromlieferung wurden vom Kraftwerk Brusio zwei Hochspannungsleitungen zum Umformerwerk Bever gebaut.

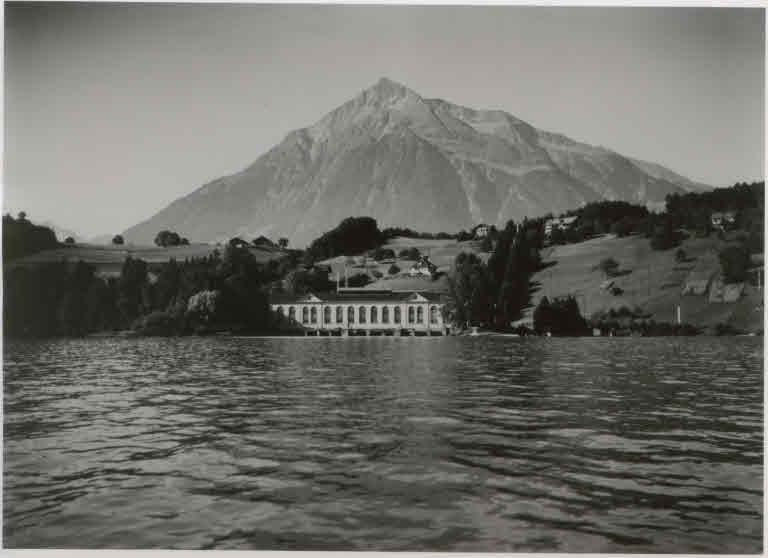
Maschinenhaus und Stauweiher des Kraftwerks Spiez der Bernischen Kraftwerke (BKW). Es versorgte zusammen mit dem Kraftwerk Kandergrund der BKW die 1913 eröffnete Bern-Lötschberg-Simplon-Bahn.

Der Bau der Anlagen für die Energieversorgung des Bahnnetzes – das heisst der Kraftwerke, Übertragungsleitungen und Unterwerke – erfolgte parallel zur Elektrifizierung der SBB. Die Übertragungsleitungen entlang der Gotthardstrecke wurden in den Jahren 1920/21 verlegt, als die Kabelfabrikation höchstens eine Betriebsspannung von 60 kV zuliess. Die später im Gotthardgebiet verlegten Kabel waren für 66 kV ausgeführt. Die 1920 eröffneten Unterwerke Göschenen und Giornico und die 1922 in Betrieb genommenen Unterwerke Giubiasco, Melide und Steinen wurden als Gebäudestationen gebaut. Die im Jahre 1923 in Betrieb gesetzten Unterwerke Vernayaz und Sihlbrugg wurden aus Kostengründen mit Freiluft-Hochspannungsanlagen erstellt.
Ende der 1940er Jahre war Elektrifizierung zu einem Grossteil vollendet. Der Ausbau des Fahrplans und leistungsfähigere Triebfahrzeuge führten zu einem vergrösserten Energiebedarf, der einen Ausbau des Bahnstromnetzes notwendig machte. Wo
neu zu bauende Bahnstromleitungen mit Leitungen für die allgemeine Stromversorgung auf dem gleichen Trasse erstellt werden können,
werden Hybridleitungen gebaut.

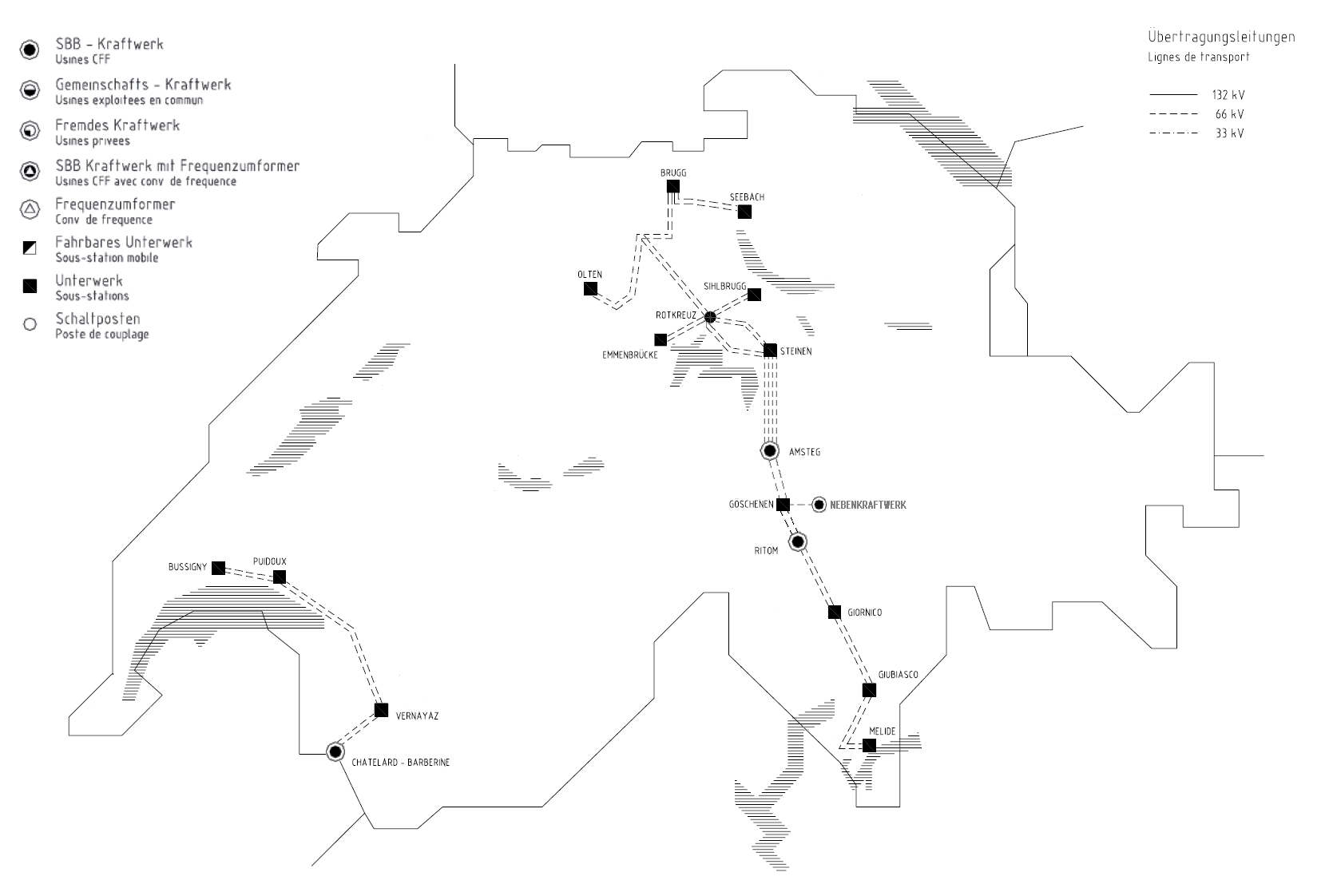
Die Kraftwerke im Gotthardgebiet und im Wallis waren 1925 noch nicht miteinander verbunden. Die Simplonlinie wurde östlich von Sion mit Drehstrom betrieben.
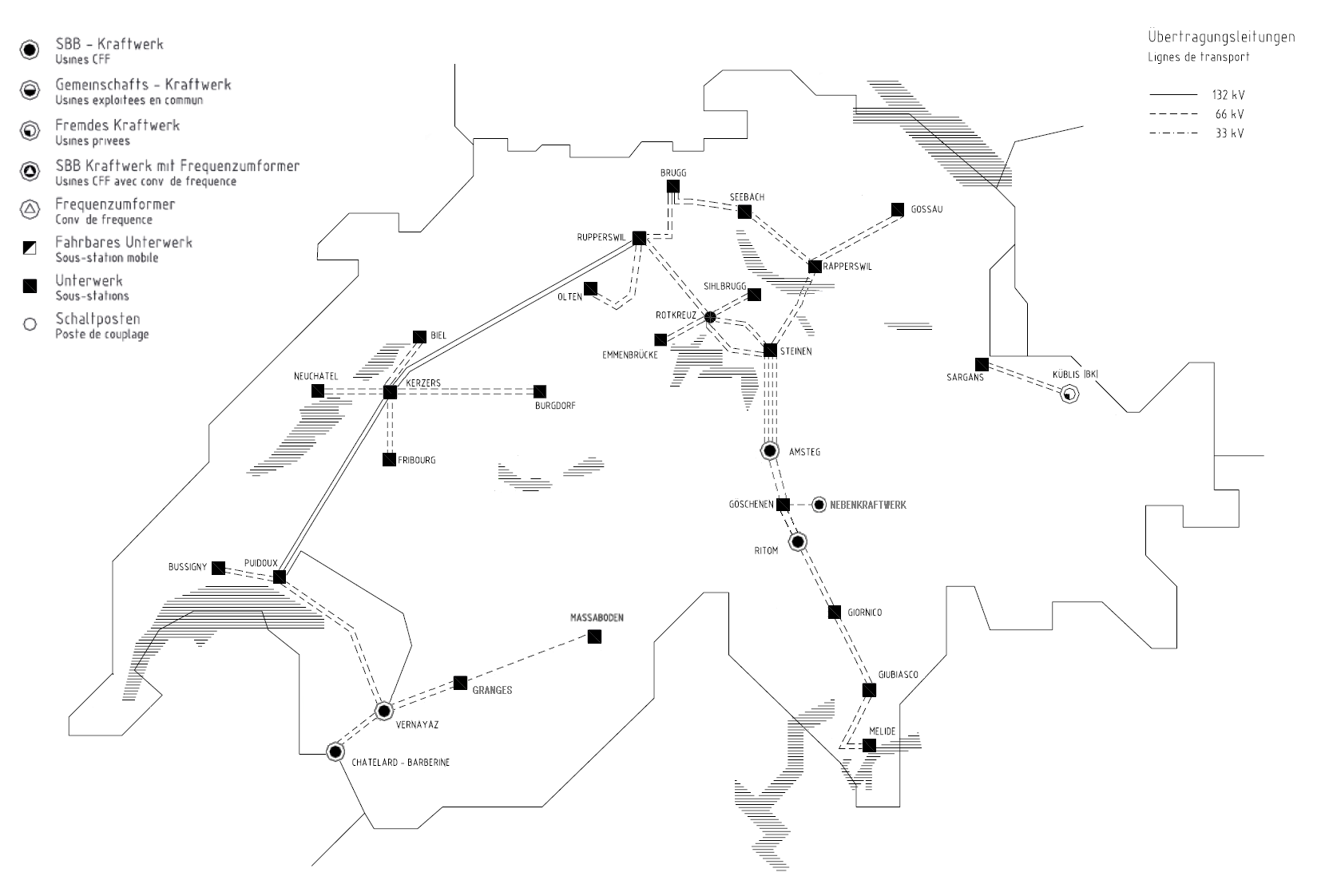
Stand 1927. Den 132-kV-Leitungen vom Kraftwerk Vernayaz zum Unterwerk Rupperswil versorgen das Unterwerk Kerzers und die daran angeschlossenen Unterwerke.
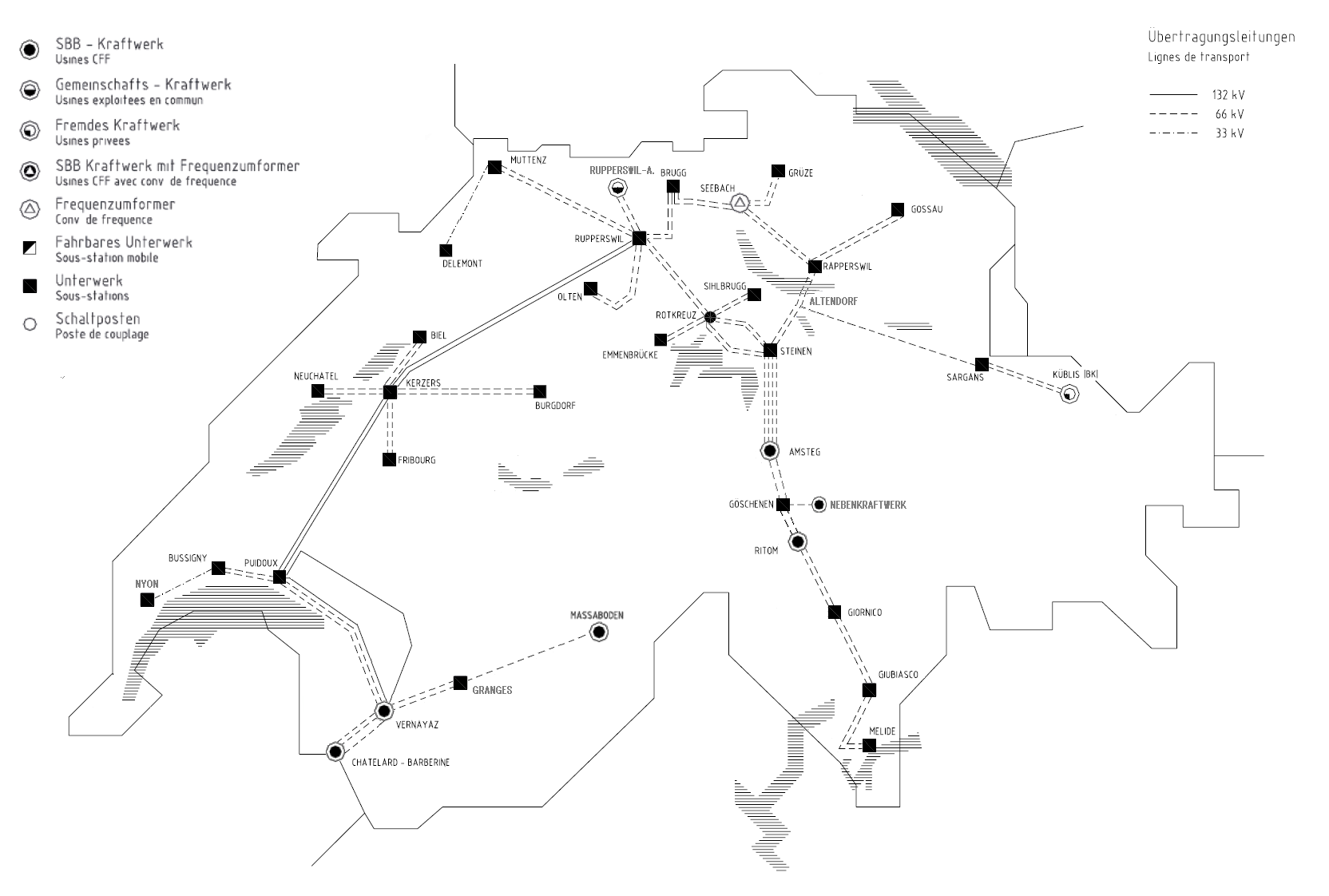
1933. Die 33-kV-Leitungen dienen der Energieversorgung in Randgebieten des Netzes. Sie müssen nur kleinere Energiemengen übertragen.
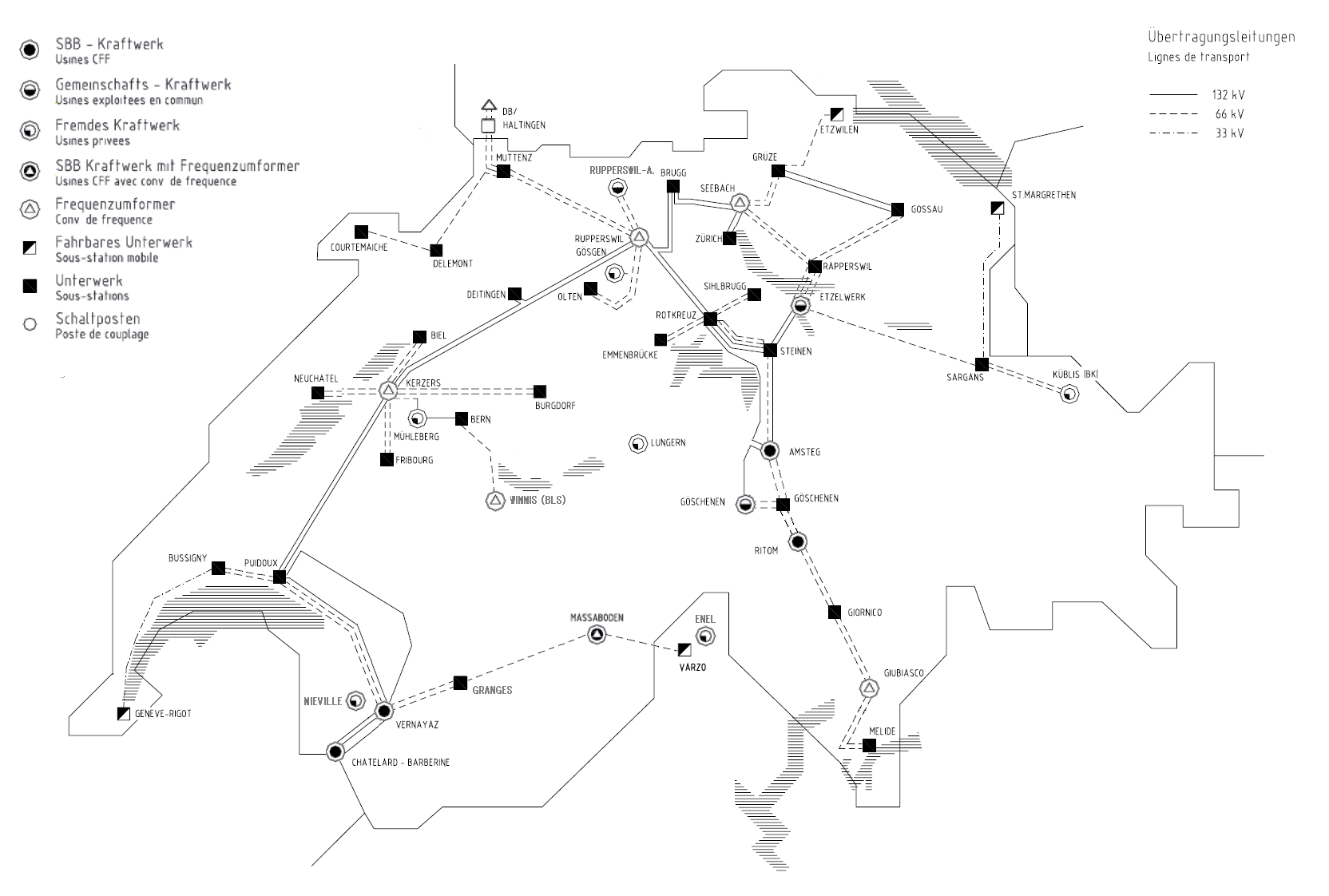
1974. Das Bahnnetz wurde an mehreren Stellen über Frequenzumformer mit dem öffentlichen Stromnetz verbunden.
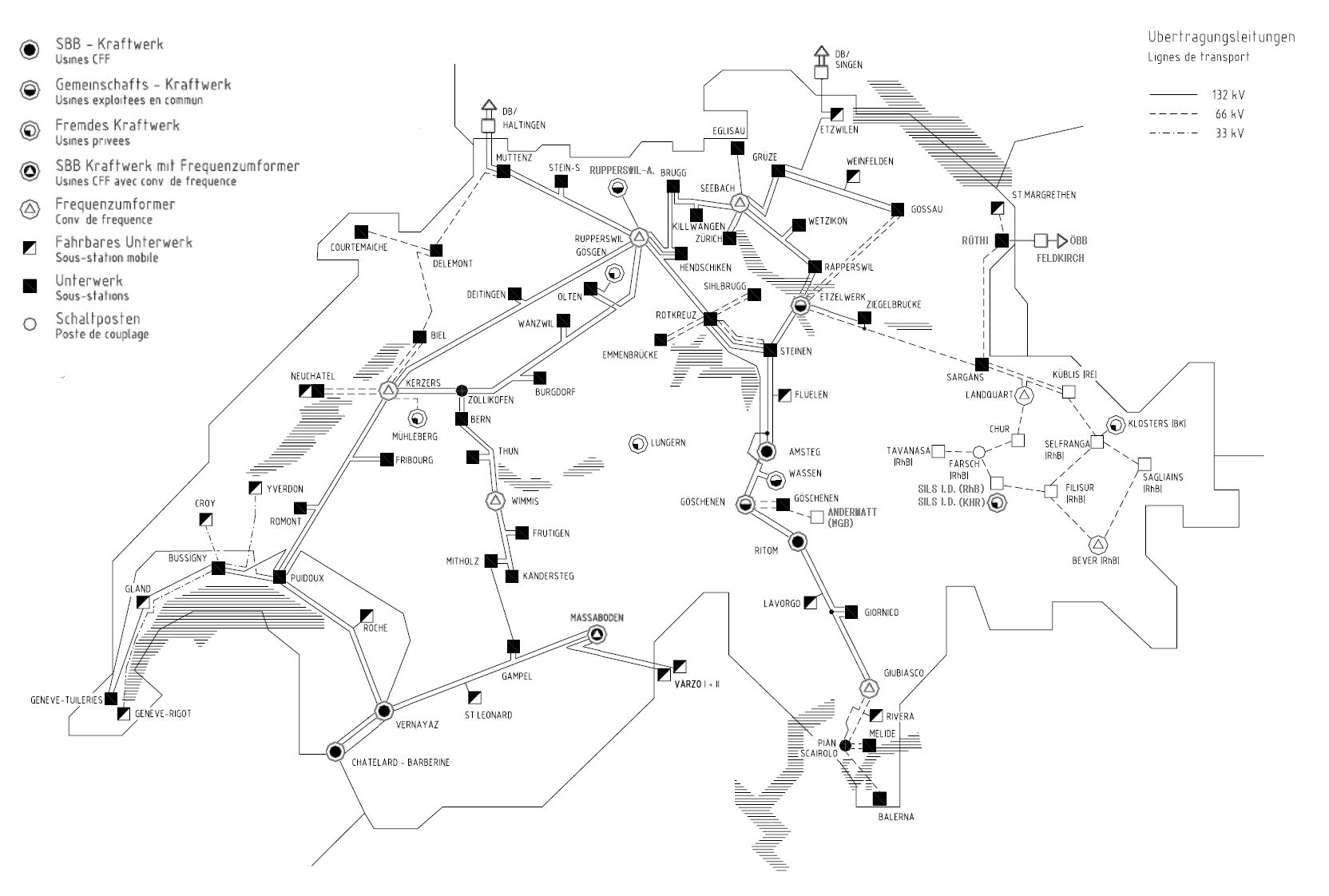
2007. Das Bahnnetz hat sich stellenweise zu einem Ringnetz entwickelt. Der Stromausfall der SBB am 22. Juni 2005 offenbarte jedoch Mängel im SBB-Bahnstromnetz, das nicht als Maschennetz aufgebaut ist.
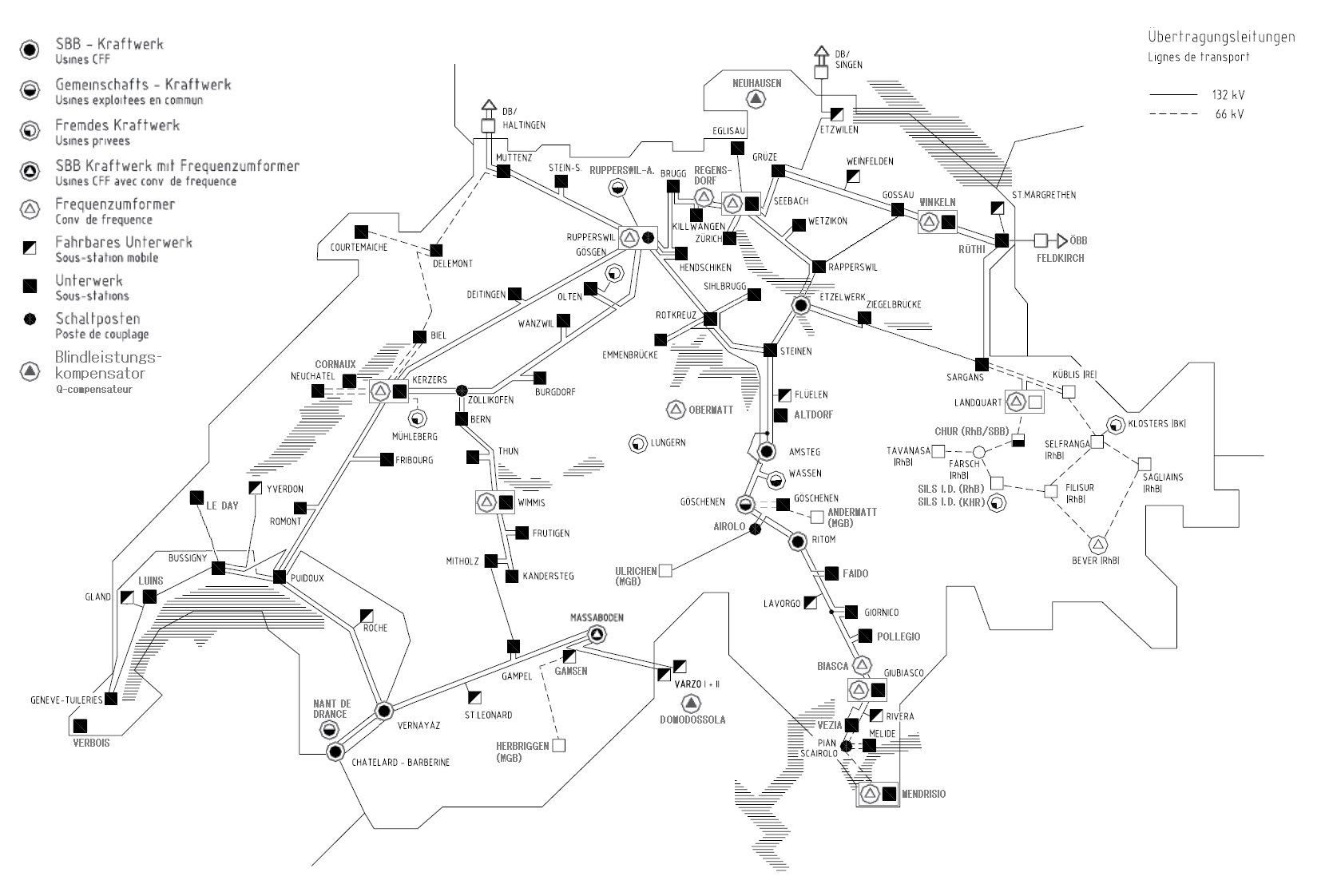
Planungen für 2025. Steigende Verkehrsleistungen und die NEAT erfordern einen Ausbau der Bahnstromversorgung.